# 迈克尔·罗杰斯
迈克尔·罗杰斯（1979年12月20日—），澳大利亚已退役的职业公路自行车手，2003、2004、2005年三届世界公路自由車錦標賽个人计时赛冠军，2004年雅典奥运会公路自行车男子个人计时赛铜牌得主。
迈克尔·罗杰斯在2007年环法上摔车导致锁骨骨折，后又患上傳染性單核白血球增多症，导致其失去状态数年，到2010年才恢复。
2013年10月，他在日本杯公路自行车赛中夺冠，但因盐酸克仑特罗（即瘦肉精）检测结果呈阳性被取消冠军。2014年4月国际自行车联盟表示，罗杰斯仅会被取消日本杯冠军，但不会受到任何进一步的惩罚，因为检出瘦肉精很可能是因为在日本杯之前参加环北京自行车赛时食用了中国的受污染肉食。他随后重返赛场，在2014年环意自行车赛和环法自行车赛中分别赢下2个和1个赛段冠军。
因为2004年雅典奥运会公路自行车男子个人计时赛金牌得主泰勒·汉密尔顿被查出使用禁药，第4名的迈克尔·罗杰斯于2015年被递补给奥运会铜牌。
2016年，他因先天性心脏病恶化宣布退役。

## 外部連結
- 迈克尔·罗杰斯在UCI（英语）
- 迈克尔·罗杰斯在Cycling Archives（英语）
- 迈克尔·罗杰斯在ProCyclingStats（英语）
- 迈克尔·罗杰斯在Cycling Quotient（英语）
- 迈克尔·罗杰斯在CycleBase（英语）
- 迈克尔·罗杰斯在Olympedia（英语）
- 迈克尔·罗杰斯在Australian Olympic Committee（英语）
- 迈克尔·罗杰斯的X（前Twitter）